# ジェッタ・グーダル
ジェッタ・グーダル（Jetta Goudal、1891年7月12日 - 1985年1月14日）は、サイレント映画時代のハリウッドで成功を収めた、オランダ出身の
アメリカ合衆国の女優。

## 生い立ち
1981年7月12日、アムステルダムで生まれる。母親はヘールトロイダ（1866年–1920年）、父親はウォルフ・モーゼス・グドケ（1860年–1942年）。両親は共にユダヤ人で、父親はユダヤ教正統派だった。ベルタ（1888年–1945年）という姉と1896年に生後4ヶ月で亡くなったウィレムという弟がいた。
1929年、父親はロゼット・シトロエン（1882年–1943年）と再婚した。父親は1942年に82歳でソビボル強制収容所で殺害された。彼女のオランダ系ユダヤ人の親戚のほとんどが同じ運命を辿った。唯一姉のベルタの娘だけがホロコーストを生き延びた。
長身、威厳のある容姿で、舞台女優として演技のキャリアを開始、様々な劇団とヨーロッパを旅した。
1918年、彼女は第一次世界大戦で荒廃したヨーロッパを離れ、アメリカ合衆国のニューヨークに落ち着いた。オランダ系ユダヤ人の出自を隠し、表向きは「パリジェンヌ」で通した。パラマウント広報部の情報シートには、1901年7月12日（実年齢より10歳若く申告している）ヴェルサイユ生まれで、弁護士モーリス・ギヨーム・グーダルの娘と書いた。

## 経歴
1921年、ジェッタ・グーダルという芸名を使用してブロードウェイの初舞台を踏んだ。映画女優への転身を後押ししたシドニー・オルコット監督と出会い、1922年の映画『Timothy's Quest』に端役で出演した。西海岸への移住を決めたグーダルは、その後の3年間で2本のオルコット監督映画に出演した。
映画における初クレジットは1923年の『ブライト・ショール』である。映画での演技、特にニューヨークのロウアー・イースト・サイドにおけるユダヤ人の人生を描いたアンジア・イージアスカの小説にもとづく1925年の映画『Salome of the Tenements』の演技が賞賛を受けた。その後アドルフ・ズーカー、ジェシー・L・ラスキー共同製作の『The Spaniard』に出演、名声が高まると彼女はプロデューサー・映画監督のセシル・B・デミルの関心を引いた。
グーダルはデミルの非常に成功し、評判も高い映画に出演し、1920年代後半の稼ぎ頭の1人となった。
後にデミルはグーダルは扱いの難しい女優だと主張し、最終的に彼女を解雇し契約をキャンセルした。グーダルはデミルと彼のプロダクションに対し、債務不履行の訴訟を起こした。
デミルは彼女の素行が数多くの損失を伴う生産遅延を引き起こしたと主張したが、デミルが財務的損失の主張を証明するためのスタジオの財務記録提出を拒否したため、グーダルが勝訴するという画期的判決が下された。
1928年、ウィリアム・ランドルフ・ハーストとマリオン・デイヴィス製作の『The Cardboard Lover』に出演。1929年、D・W・グリフィス監督の『心の歌』、1930年にはジャック・フェデー監督のグーダル唯一のフランス語の映画『Le Spectre vert』に主演した。

## 経歴の終焉
デミルを訴えるという大胆さや、劇場や映画業界が労働組合員だけを雇う事業所を受け入れるキャンペーンを展開しているアクターズ・エクイティ・アソシエーションの著名な活動家である事から、ハリウッドのスタジオのいくつかはグーダルの起用に二の足を踏んだ。1932年、ウィル・ロジャースと共演したフォックス・フィルム制作の『Business and Pleasure』が41歳にして最後の映画出演となった。

## 私生活と死去
1930年、アートディレクターで映画芸術科学アカデミーの創設メンバーであるハロルド・グリーヴと結婚。映画界を引退した後、グリーヴと協力してインテリアデザイン・ビジネスで成功を収めた。2人は1985年にロサンゼルスで彼女が死去するまで添い遂げた。カリフォルニア州グレンデールのフォレスト・ローン・メモリアル・パークの大霊廟・天使の聖域の個室で夫の隣に眠っている。
1960年、映画界への貢献が評価され、ハリウッド大通り6333のハリウッド・ウォーク・オブ・フェームに星型プレートが設置された。

## ホロコースト
ジェッタ・グーダルは、ホロコーストでほとんどの親戚を失った。姉のベルタは1945年にベルゲン・ベルゼン強制収容所で亡くなった。ベルタの夫ネイサン・ベフィーは1944年に同じ収容所で死亡した。ジェッタの甥であるエドゥアルド・ベフィー（ベルタの息子）はソビボル強制収容所で殺害された。グーダルの継母、ロゼット・シトロエンもソビボルで殺害された。唯一姉ベルダの娘ヘールトロイダ（トゥルース）ベフィーだけが戦時を生き延び、2013年にアメリカ合衆国ペンシルベニア州で亡くなっている。

## フィルモグラフィー

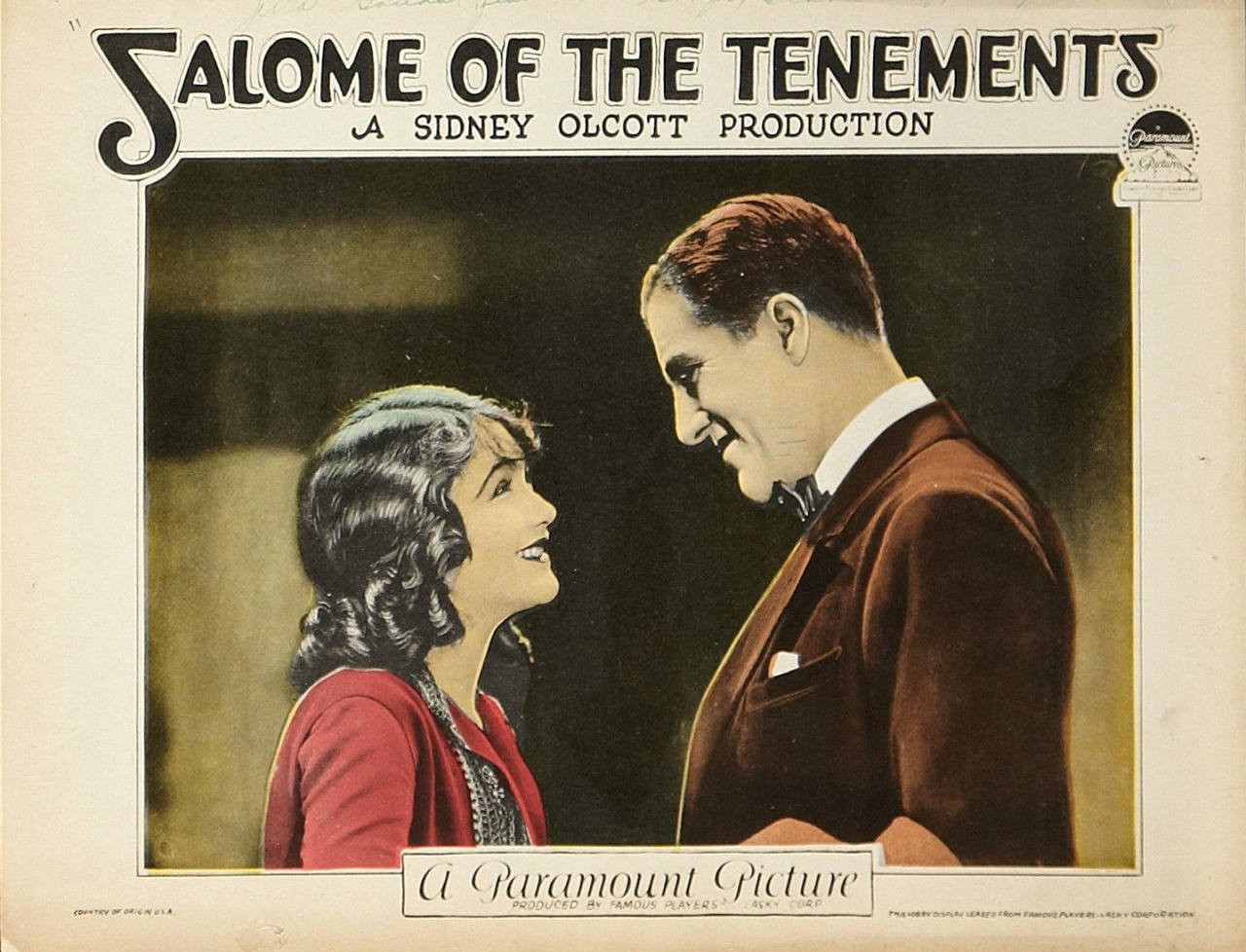
『Salome of the Tenements』（1925年）

| 年   | 原題                    | 邦題               | 役名                                | 備考             |
| ---- | ----------------------- | ------------------ | ----------------------------------- | ---------------- |
| 1922 | Timothy's Quest         |                    | 病気の母親                          | クレジットされず |
| 1923 | The Bright Shawl        | ブライト・ショール | ピラール                            |                  |
| 1923 | The Green Goddess       |                    | アーヤ                              |                  |
| 1924 | Open All Night          |                    | リー                                |                  |
| 1925 | The Spaniard            |                    | ドローレス・アンズリー              | 紛失             |
| 1925 | Salome of the Tenements |                    | ソーニャ・メンデル                  | 紛失             |
| 1925 | The Coming of Amos      | 恋の修羅城         | ナディア・ラミロフ公女              |                  |
| 1925 | The Road to Yesterday   | 昨日への道         | マレナ・ポールトン                  |                  |
| 1926 | Three Faces East        | 東へ向く三つの顔   | ホートリー嬢/フラウレイン・マークス |                  |
| 1926 | Paris at Midnight       |                    | デルフィーヌ                        |                  |
| 1926 | Her Man o' War          |                    | シェリー・シュルツ                  |                  |
| 1927 | Fighting Love           | 焔の女性           | ドナ・ヴィットリア                  |                  |
| 1927 | White Gold              |                    | ドロレス・カーソン                  |                  |
| 1927 | The Forbidden Woman     |                    | ツィータ・ゴーティエ                |                  |
| 1928 | The Cardboard Lover     |                    | シモーヌ                            |                  |
| 1929 | Lady of the Pavements   | 心の歌             | ディアヌ・デ・グランジュ伯爵令嬢    |                  |
| 1930 | Le Spectre vert         |                    | レディ・エフラ                      |                  |
| 1932 | Business and Pleasure   |                    | マダム・モモラ                      |                  |